# Conservering van schilderijen
Met de conservering van schilderijen wordt getracht om deze in een goede staat te behouden. De veroudering van schilderijen is onvermijdelijk, maar kan worden vertraagd door de omgevingsfactoren, zoals de temperatuur en de luchtvochtigheid, binnen bepaalde grenzen te houden. Beschadiging van schilderijen, bijvoorbeeld door onoordeelkundige ingrepen, kan wel worden voorkomen.

## Bekende oorzaken
Er zijn vele bekende oorzaken van veroudering of schade.
| Soort invloed                                       | Oorzaak | Gevolg | Voorbeeld |
| --------------------------------------------------- | --- | --- | --- |
| fysische invloeden                                  | Te hoge temperatuur, hetzij bij brand, of door een cv, schilderijlampje of kaarsen. | directe schroeiplekken | Schilderij beschadigd door brand, voor en na de restauratie |
| fysische invloeden                                  | Te veel vocht. Dit kan o.a. voorkomen na een brand, bij verkeerd ingestelde airconditioningapparatuur, lekkage, spatten door schoonmaakwerkzaamheden, door een plantenspuit bij planten in de buurt van het schilderij etc. | schilfering waardoor verf kan verdwijnen, oxidatie van metalen delen zoals spijkers in de lijst, opstaande verf, craquelé, schimmel, gevolgen van krimpen en uitzetten van bijvoorbeeld een houten lijst, blauwe waas | Veelluik van Antonello da Messina, o.a. beschadigd tijdens een aardbeving in 1908 in Messina en vervolgens blootgesteld aan regen                                                                    |
| fysische invloeden                                  | Te droge lucht | craquelé | Ernstige craquelé en afbladdering in een schilderij uit 1474 door Antonello da Messina (1430–1479)                                                                                                   |
| fysische invloeden                                  | invloed van licht | verkleuring van niet-lichtechte pigmenten, verkleuring van het schildersdoek als dat zichtbaar is in het schilderij                                                                                                   | |
| fysische invloeden                                  | stof, vuil, spatten van allerlei stoffen (wijn, verf, kaarsvet, al het denkbare), rook, nicotine, roet van open haard of kaarsen                                                                                            | schimmel, oxidatie door vochtaantrekkende werking van het vuil, zichtbaar vuil of spatten op het schilderij. | |
| fysische invloeden                                  | temperatuur- of vochtwisselingen, bijvoorbeeld door tocht | schade aan het doek door de kleine bewegingen, krimpscheuren van de verf | |
| chemische invloeden                                 | zuur uit het hout, bijvoorbeeld vanuit eigenhout of spaanplaat, of door niet houtvrij papier bijvoorbeeld van de passe-partout                                                                                              | aantasting van de verf, het aquarelpapier of het schildersdoek | |
| chemische invloeden                                 | roesten van bevestigingsmateriaal | vlekken roest | |
| chemische invloeden                                 | spontane veroudering | vergeling van de vernislaag, verlies van elasticiteit van de vernislaag, craqulé in de verf of vernis, verzwakking van het doek                                                                                       | Anthony van Dyck, vergeeld schilderij voor en na de restauratie |
| chemische invloeden                                 | chemische verandering van pigmenten | Het tegenwoordig niet meer gebruikte loodwit kan transparant worden. Het rode pigment alizarine kan verbleken. | Irissen van Vincent van Gogh, 1890. Het roze op de achtergrond, bekend uit de beschrijving van het schilderij in een van zijn brieven, is verbleekt. Mogelijk is ook de kleur van de vaas verbleekt. |
| chemische invloeden                                 | verzeping door een reactie met zware metalen in de pigmenten met vrije vetzuren in de bindmiddelen (olie) | Er kunnen bobbels ontstaan in de verfhuid die op storende manier het licht kunnen verstrooien. | Detail van een schilderij van John Singer Sargent, 1884. Waarschijnlijk gebruikte de schilder een overmaat aan olie om een mooie glans op het van nature zuigende zwarte pigment te bereiken.        |
| onwetendheid, onkunde of fouten van de schilder     | verkeerde schildertechniek, zoals mager over droog glaceren, geen goed hechtende onderlaag gebruikt | craquelé van de bovenste laag tot de verf zodanig schilfert dat hij eraf valt | |
| onwetendheid, onkunde of fouten van de schilder     | gebruik van bitumen (voor de kleur zwart) | rimpeling van de verf | Theo Molkenboer, La toilette uit 1903, met schade door gebruik van bitumen in het zwarte deel |
| onwetendheid, onkunde of fouten van de schilder     | gebruik van te veel bindmiddel (olie of ander medium) in verhouding tot de hoeveelheid pigment | rimpeling van de verf | |
| onwetendheid, onkunde of fouten van de schilder     | te veel siccatief | ontstaan van jeugdcraquelé | |
| onwetendheid, onkunde of fouten van de lijstenmaker | slecht inlijsten | barsten van een houten paneel door te strak inlijsten, vuilophoping tussen lijst en doek, schimmels in het vuil | |
| onwetendheid, onkunde of fouten van de lijstenmaker | te hoge of te lage spanning in het schildersdoek | plooien in de hoeken, eerder optreden van craquelé door veroudering, cupping, vervorming van het verfoppervlak | Schilderij met plooien en andere schade voor de restauratie (links) en erna (rechts) |
| onwetendheid, onkunde of fouten van anderen         | plakkers op achterzijde van schilderij | verkleuring, aantasting door lijm of zuur | |
| onwetendheid, onkunde of fouten van anderen         | slecht bewaren of transportschade | moeten, krassen, vouwen of zelfs scheuren in het doek | Schilderij van Pieter Leermans uit 1675-1699, met een vouw in het doek |
| onwetendheid, onkunde of fouten van anderen         | verkeerd schoonmaken (bijvoorbeeld met een halve aardappel, broodkruim, stofdoek of andere huismiddeltjes) | | |
| onwetendheid, onkunde of fouten van anderen         | onoordeelkundige restauratie | | |
| onwetendheid, onkunde of fouten van anderen         | vandalisme (incidenteel in musea) of aanslagen | | |
| onwetendheid, onkunde of fouten van anderen         | diefstal | schade door uit de lijst snijden, opvouwen of oprollen van het doek | Schilderij van Caravaggio dat in 2008 uit Odessa gestolen is en door de dieven is opgevouwen. In 2010 is het doek teruggevonden.                                                                     |
| onwetendheid, onkunde of fouten van anderen         | lelijke retouches of eerdere restauraties | oorspronkelijke afbeelding is gewijzigd, lelijke verkleuringen door andere verf etc. | |
| dieren                                              | uitwerpselen van insecten, spinnen of vogels | vervuiling | |
| dieren                                              | gaten door houtworm | gaten in en verzwakking van het spieraam of de lijst, gaten in het doek als de houtworm zich daardoorheen vreet. Schilderijen in de buurt worden op termijn ook aangetast.                                            | Gaten van houtworm, in dit geval in een houten balk |
| dieren                                              | vraat door zilvervisjes | papier of etiketten worden aangetast, gaan rafelen en zijn niet meer leesbaar | Schade van papier door zilvervisjes, in dit geval een pagina van een boek |
| schimmels                                           | verschillende andere factoren | zichtbare schimmel, aantasting van het hout of doek. Schilderijen in de buurt kunnen ook worden aangetast | Schimmel op een schilderij, in dit geval is de schimmel opzettelijk aangebracht. |

## Onbekende oorzaken
Door de vele nieuwe materialen die door moderne of hedendaagse kunstschildersgebruikt worden, ontstaat soms ook schade waarbij de oorzaak nog niet bekend is. Voorbeelden zijn:
- Druipende verf. Dit trad bijvoorbeeld op in schilderijen van Frank van Hemert, met name bij de verf met kleur "fleischfarbe" 213 van het merk Schmincke treedt dat op.[5] Na 7 jaar begon deze verf te druipen, en na 25 jaar was deze verf nog niet volledig droog. Schmincke werd veroordeeld een grote schadevergoeding aan de kunstenaar te betalen.[6] De kleur verf is in 1995 uit de handel genomen.
- In 2016 werd bekend dat er problemen waren met het conserveren van veel werken van Karel Appel. Er bleken op een aantal schilderijen hechtingsproblemen op te treden tussen de verf en de ondergrond, waardoor de verf van het doek valt en witte plekken overblijven. Maar ook traden er chemische processen in de schilderijen op, waardoor er verschillende effecten samenhangend met schade en veroudering optreden. Deze effecten treden ook bij andere naoorlogse schilderijen op. Sommige schilderijen gaan tranen en hierbij komt een deelfractie van het oliemedium, die geoxideerd is, door de verfhuid naar buiten. Ook ontstaan vlakken met een curieuze, ribbelige huid, een soort korstvorming, waarbij onder het vel ander materiaal ontstaat en de verf soms gaat druipen. Op andere plaatsen verdwijnt de oorspronkelijke streek van de kwasten, doordat de verflaag zacht wordt en als het ware smelt.[7]